# Bristol Open 1972
Il Bristol Open 1972 è stato un torneo di tennis giocato sull'erba. È stata la 1ª edizione del Bristol Open, che fa parte del Commercial Union Assurance Grand Prix 1972 e del Women's International Grand Prix 1972. Si è giocato a Bristol in Inghilterra, dal 12 al 17 giugno 1972.

## Campioni

### Singolare maschile
Bob Hewitt ha battuto in finale  Alejandro Olmedo con il punteggio di 6–4, 6–3

### Doppio maschile
Bob Hewitt /  Frew McMillan hanno battuto in finale  Clark Graebner /  Lew Hoad con il punteggio di 6–3, 6–2

### Singolare femminile
Billie Jean King ha battuto in finale  Kerry Melville Reid con il punteggio di 6–3 6–2

### Doppio femminile
Helen Gourlay-Cawley /  Karen Krantzcke hanno battuto in finale  Rosie Casals /  Billie Jean King con il punteggio di 6–4 6–2